# Fluorid-Ionen-Akkumulator
Der Fluorid-Ionen-Akkumulator (auch Fluorid-Ionen-Batterie, abgekürzt FIB) dient – wie alle Akkumulatoren – der Speicherung elektrischer Energie.

## Aufbau
Das Laden und Entladen eines Fluorid-Ionen-Akkumulators basiert üblicherweise auf der Umwandlung zwischen einem elementaren Metall und einem Metallfluorid. Fluoride, die dahingehend untersucht wurden, sind unter anderem Zinn(II)-fluorid, Kupfer(II)-fluorid, Kaliumtetrafluoroborat und Bismut(III)-fluorid.

## Vor- und Nachteile von Florid-Ionen-Akkumulatoren
Ein Prototyp eines Fluorid-Ionen-Akkumulators der Universität Kyōto weist eine wesentlich höhere theoretische Energiedichte auf als ein Lithium-Ionen-Akkumulator, was eine bis zu siebenmal höhere Reichweiter beim Betrieb in einem Elektroauto ermöglichen könnte. Durch die Verwendung eines Festelektrolyten anstelle der in Li-Ionen-Batterien üblicherweise verwendeten flüssigen Elektrolyte kann dieser Fluorid-Ionen-Akkumulator nicht in Brand geraten.
Fluorid-Ionen-Batterien funktionieren bisher nur bei hohen Temperaturen. Fluorid leitet elektrischen Strom nur dann brauchbar, wenn der feste Elektrolyt ausreichend erwärmt ist. Dies macht Fluorid-Ionen-Batterien für viele Konsumgüteranwendungen bisher nicht nutzbar. Im Jahr 2018 gelang es jedoch Wissenschaftlern des Honda Research Institute gemeinsam mit Forschern des California Institute of Technology (Caltech) und des NASA Jet Propulsion Laboratory, FIB-Zellen bei Raumtemperatur zu betreiben, anstatt sie auf hohe Temperaturen erhitzen zu müssen.

## Mögliche Anwendungen
Laut Simon Jones vom NASA Jet Propulsion Laboratory (JPL) wäre ein Fluorid-Ionen-Akku wahrscheinlich für solche Missionen geeignet, die zwar eine hohe Energiedichte benötigen, aber nur eine begrenzte Anzahl von Zyklen: Eine Rover-Mission beispielsweise, für die nur wenige Fahrten geplant sind und das für die Energiespeicherung verfügbare Volumen begrenzt ist.